# Bisdom Kwito-Bié
Het bisdom Kwito-Bié (Latijn: Dioecesis Kvitobiensis) is een rooms-katholiek bisdom met als zetel Kuito, hoofdstad van de provincie Bié, in Angola. Het bisdom is suffragaan aan het aartsbisdom Huambo. 

## Geschiedenis
Het bisdom werd opgericht op 4 september 1940, als het bisdom Silva Porto, uit delen van de apostolische prefectuur Cubango in Angola, die op die datum werd opgeheven, en was suffragaan aan het aartsbisdom Luanda. Op 3 februari 1977 veranderde het van kerkprovincie en werd suffragaan aan het aartsbisdom Huambo. Op 16 mei 1979 veranderde het van naam naar bisdom Kwito-Bié. 
Het verloor gebied bij de oprichting van de bisdommen Malanje (1957), Luso (1963) en Serpa Pinto (1975). 

## Parochies
Het bisdom had in 2021 een oppervlakte van 73.025 km2 en telde 1.630.155 inwoners waarvan 62,3% rooms-katholiek was.

## Bisschoppen
- Antonio Ildefonso dos Santos Silva (3 november 1941 - 14 augustus 1958)
- Manuel António Pires (23 september 1958 - 15 juni 1979; coadjutor sinds 7 maart 1955)
- Pedro Luís António (15 juni 1979 - 15 januari 1997)
- José Nambi (15 januari 1997 - 31 oktober 2022; coadjutor sinds 15 december 1995)
- Vicente Sanombo (28 maart 2024 - heden)